# إميل هولم (لاعب كرة قدم)
إميل هولم (بالسويدية: Emil Holm)‏ هو لاعب كرة قدم سويدي في مركز الدفاع، ولد في 2000 في غوتنبرغ في السويد. لعب مع نادي سوندرييسكه ونادي غوتبورغ.

## وصلات خارجية
- إميل هولم (لاعب كرة قدم) على موقع الاتحاد الأوربي (الإنجليزية)
- إميل هولم (لاعب كرة قدم) على موقع اتحاد السويد (السويدية)
- إميل هولم (لاعب كرة قدم) على موقع قاعدة بيانات كرة القدم.إي يو (الإنجليزية)
- إميل هولم (لاعب كرة قدم) على موقع ناشيونال فوتبول تيمز (الإنجليزية)
- إميل هولم (لاعب كرة قدم) على موقع Soccerway.com (الإنجليزية)
- إميل هولم (لاعب كرة قدم) على موقع عالم كرة القدم.نت (الإنجليزية)